# Horní Nekolov
Horní Nekolov je přírodní památka poblíž obce Mrákotín v okrese Jihlava v nadmořské výšce 688–770 metrů. Oblast spravuje Krajský úřad Kraje Vysočina. Důvodem ochrany je zachování jednoho z posledních nejvýše položených bukových porostů se smrkem a vtroušeným klenem v Jihlavských vrších.

## Název
Název Nekolov pochází od slovesa kolit. Označuje tedy zarostlé, nevykácené místo; oblast, kde se nekolí (nekácí) stromy.
Tento základ je patrný i v německém názvu blízkého rybníka Nekolowka Teich (dnes Horní Mrzatec), třebaže nejbližší vrchol Široký kámen je ve starých mapách označen se změněnou samohláskou jako Nikolow Berg.